# 에디 캔들러
에디 캔들러(Eddy Chandler, 1894년 3월 12일 ~ 1948년 3월 23일)는 미국의 배우이다.

## 영화
- 잔인한 힘 (1947년)
- 섬씽 인 더 윈드 (1947년)
- 러브 래프 앳 앤디 하디 (1946년)
- 베니를 위한 훈장 (1945년)
- 돌아온 유인원 인간 (1944년)
- 센세이션스 오브 1945 (1944년)
- 벨 오브 더 유콘 (1944년)
- 레버릴 위드 비벌리 (1943년)
- 허스 투 홀드 (1943년)
- 만찬에 온 사나이 (1942년)
- 스웨터 걸 (1942년)
- 인 디스 아워 라이프 (1942년)
- 내 사랑 마녀 (1942년)
- 맨파워 (1941년)
- 하이 시에라 (1941년)
- 캐슬 온 더 허드슨 (1940년)
- 그들은 밤에 달린다 (1940년)
- 벅 로저스 (1939년)
- 로즈 오브 워싱턴 스퀘어 (1939년)
- 스미스씨 워싱톤 가다 (1939년)
- 포효하는 20년대 (1939년)
- 고잉 프레이스 (1938년)
- 키드 갈라드 (1937년)
- 스토우어웨이 (1936년)
- 쇼 보트 (1936년)
- 밀고자 (1935년)
- 하우스 오브 미스터리 (1934년)
- 여인네들 (1934년)
- 미국의 광기 (1932년)
- 플래티넘 블론드 (1931년)
- 딕시아나 (1930년)